# Barbara Bedford (Schwimmerin)
Barbara Jane „B. J.“ Bedford, verheiratete Barbara Miller (* 9. November 1972 in Hanover, New Hampshire), ist eine ehemalige US-amerikanische Schwimmerin.

## Leben
Barbara Bedford wurde 1972 in New Hampshire geboren, wo sie in der Kleinstadt Etna aufwuchs. Ihr älterer Bruder Fritz Bedford (* 1963) ist ebenfalls im Schwimmsport aktiv.
Sie studierte bis 1994 an der University of Texas at Austin. Bedford lebte und trainierte viele Jahre in Colorado Springs, Colorado. 2001 zog sie sich vom aktiven Schwimmsport zurück.

## Sportliche Erfolge
Bei den Schwimmweltmeisterschaften 1994 in Rom erreichte sie über 100 m Rücken mit 1:01,32 Minuten Bronze. 1998 wurde sie in Perth sowohl mit der Lagen- als auch mit der Freistilstaffel Weltmeisterin.
Bei den Olympischen Sommerspielen 2000 in Sydney ging sie über 100 Meter Rücken an den Start und schied als Sechste ihres Vorlaufs aus. Mit Megan Quann, Jenny Thompson und Dara Torres gewann sie aber Gold mit der 4-mal-100-Meter-Lagenstaffel, wobei das Team mit 3:58,30 Minuten einen neuen Weltrekord aufstellen konnte.